# Daisuke Ishihara
Daisuke Ishihara (jap. 石原 大助, Ishihara Daisuke; * 9. Dezember 1971 in der Präfektur Yamanashi) ist ein ehemaliger japanischer Fußballspieler.

## Karriere
Ishihara erlernte das Fußballspielen in der Schulmannschaft der Kofu Higashi High School und der Universitätsmannschaft der Nippon Sport Science University. Seinen ersten Vertrag unterschrieb er 1994 bei den Kofu SC (heute: Ventforet Kofu). Der Verein spielte in der zweithöchsten Liga des Landes, der Japan Football League. Für den Verein absolvierte er 213 Spiele. Ende 2001 beendete er seine Karriere als Fußballspieler.